# Sieweczka ozdobna
Sieweczka ozdobna (Anarhynchus bicinctus) – gatunek małego lub średniej wielkości ptaka z rodziny sieweczkowatych (Charadriidae). Częściowo wędrowny; populacja osiadła zamieszkuje Nową Zelandię, populacja wędrowna jedynie się tam lęgnie, a zimuje w Australii. Bliski zagrożenia wyginięciem.

## Taksonomia

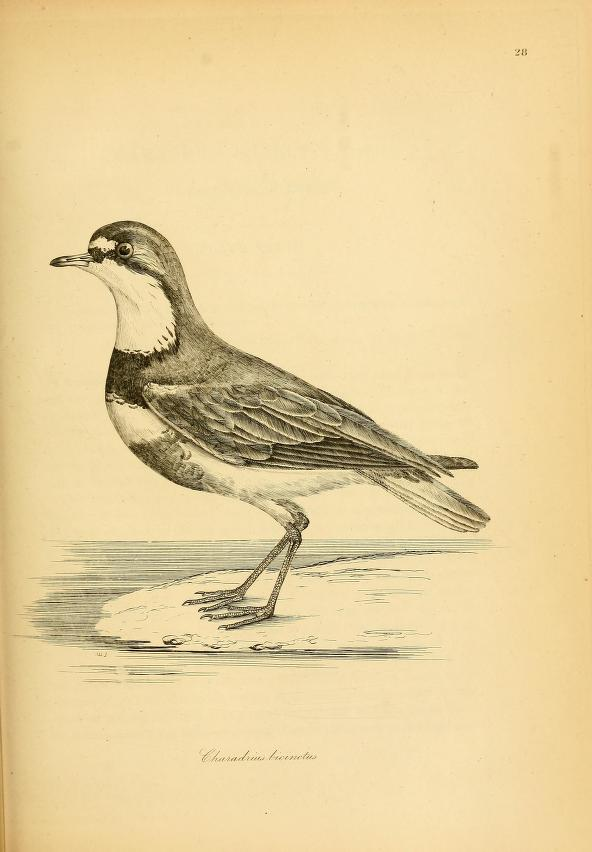
Szkic załączony do pierwszego opisu gatunku

Po raz pierwszy zgodnie z zasadami nazewnictwa binominalnego gatunek opisali William Jardine i Prideaux John Selby, nadając mu nazwę Charadrius bicinctus. Opis ukazał się w 1827 w pierwszym tomie Illustrations of Ornithology; do opisu załączona była czarno-biała ilustracja o numerze XVIII. Według autorów już wcześniej w literaturze pojawiła się wzmianka o tym gatunku; miał go wspomnieć John Latham pod nazwą zwyczajową Chestnut-breasted Plover. Holotyp pochodził z Nowej Południowej Walii (z obszarów zwanych w czasach autorów Nową Holandią), nie podano dokładnej daty jego odłowienia (ani otrzymania). Autorzy wspomnieli o innym okazie (ptaka młodocianego), który miał znajdować się w zbiorach Towarzystwa Linneuszowskiego w Londynie.
Analizy filogenetyczne przeprowadzone w 2022 roku wsparły umieszczenie tego gatunku w rodzaju Anarhynchus. Takie ujęcie zaakceptował m.in. Międzynarodowy Komitet Ornitologiczny (IOC). 
Wyróżniono dwa podgatunki – nominatywny i A. b. exilis. Drugi został opisany przez Roberta A. Fallę na łamach „Notornis” w 1978. Holotyp pochodził z Wyspy Adams, należącej do archipelagu Wysp Auckland; był to dorosły samiec.

## Zasięg występowania
Ptaki podgatunku nominatywnego gniazdują na Nowej Zelandii i wyspach Chatham. Zimują w południowej i wschodniej Australii, na Tasmanii, Norfolk i Lord Howe. Sporadycznie zimą zalatują na Nową Kaledonię, Vanuatu i Fidżi. Reprezentanci drugiego podgatunku występują na części Wysp Auckland (Adams, Enderby, dawniej Auckland).

## Morfologia
Długość ciała wynosi 18–21 cm; masa ciała u ptaków podgatunku nominatywnego 47–76 g, u reprezentantów A. b. exilis 78–89 g (n = 4); rozpiętość skrzydeł: 37–42 cm.
Charakterystyczną cechą tych ptaków są dwie przepaski na piersi (wyraźne tylko w szacie godowej); u ptaków podgatunku nominatywnego górna jest wąska i czarna, dolna szeroka i kasztanowa. U samic często kolor czarny zastąpiony jest przez brązowy. W szacie spoczynkowej brak w upierzeniu czarnych i kasztanowych elementów; górna przepaska jest więc brązowa, zaś dolna – ledwo widoczna. Z przodu głowy, na czole, widnieje czarny pasek; przód głowy szary. Gardło i przód szyi białe. Brew biała (w szacie spoczynkowej kremowa i słabo widoczna). W szacie spoczynkowej na piórach wierzchu ciała występują rdzawe krawędzie (widoczne świeżo po opierzeniu). Dziób czarny, smukły. Tęczówka brązowa. Nogi od jasnych, szarozielonych po żółtozielone; u młodocianych często mają silniejsze żółte zabarwienie.
Przedstawicieli podgatunku exilis cechuje większa masa ciała, ponadto wierzch ciała pokrywają pióra w cieplejszym odcieniu brązu, zaś dwie przepaski na piersi i pióra na nogawicach mają bardziej matowy kolor. Są również większych rozmiarów, zwłaszcza jeśli chodzi o długość skoku i palca. Wymiary szczegółowe: długość skrzydła 122–137 mm; długość dzioba: 15–19 mm; długość skoku: 28–32 mm (bicinctus), 32–37 mm (exilis); długość środkowego palca: 21–24 mm (bicinctus), 26–30 mm (exilis).

## Ekologia i zachowanie
Środowiskiem życia sieweczek ozdobnych podczas lęgów są różnorodne środowiska, od plaży nad oceanem po piaszczyste i kamieniste koryta rzek, również wybrzeża jezior, zaorane pola, sucha ziemia i wysokie zbocza górskie. Podczas zimowania sieweczki przebywają głównie w piaszczystych lub mulastych portach, również w głąb lądu na mokradłach – zarówno słodkowodnych, jak i słonawych. Reprezentanci podgatunku z Auckland lęgną się jedynie w wysokich górach, a zimują na skalistych wybrzeżach. Sieweczki ozdobne odwiedzają również stworzone przez człowieka środowiska – pola golfowe i trasy wyścigowe. Na wyspie Chatham zamieszkują również bagniste wrzosowiska.
Sieweczki ozdobne często podczas żerowania przebywają w luźnych stadach, niekiedy na suchej ziemi z dala od wody. Odpoczywają zbiorowo na nagich, otwartych obszarach, wśród roślinności lub na przybrzeżnych wysepkach. Pożywieniem tych sieweczek są mięczaki, owady (np. larwy ochotkowatcyh), skorupiaki, pajęczaki, niekiedy nasiona i owoce. Sieweczki ozdobne w locie lub gdy są zaniepokojone, odzywają się czystym, ostrym czip, często powtarzanym 3 lub 4 razy. Podczas powietrznych popisów godowych poszczególne dźwięki zlewają się w wolny tryl. Podczas agresywnych potyczek samce odzywają się również dłuższym tłep lub tłilt.

### Lęgi

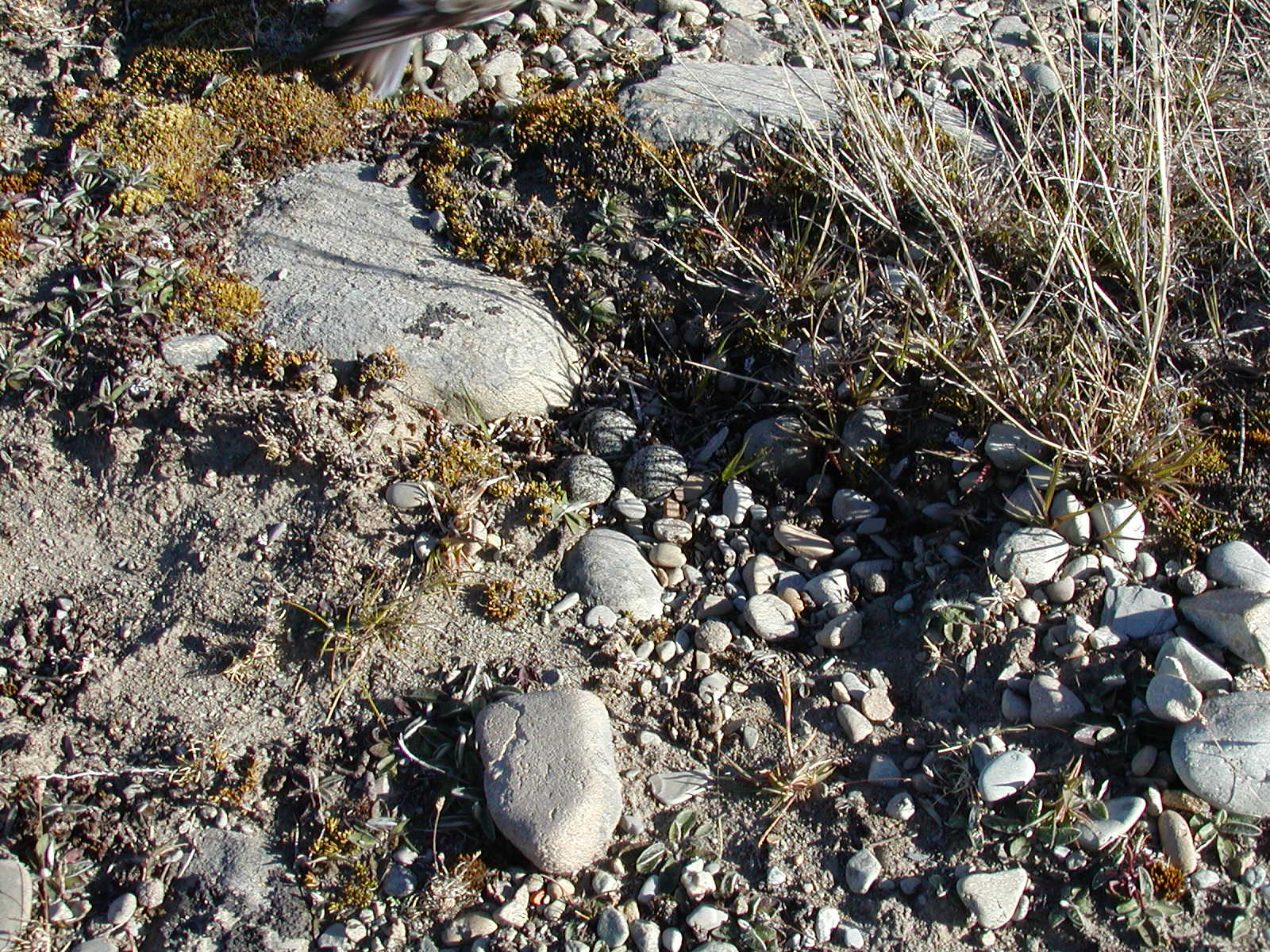
Gniazdo z trzema jajami

Okres lęgowy trwa od sierpnia do lutego (u podgatunku nominatywnego). Gniazdo znajduje się na piasku, muszlach, żwirze lub kamykach, niekiedy wśród naniesionej przez morze materii lub niskiej roślinności. Jest to wydrapany w ziemi dołek wyściełany kamyczkami, fragmentami roślin Raouli, Muehlenbeckia, porostami, mchem, trawami lub odchodami dużych zwierząt. W zniesieniu może znajdować się od 2 do 3 jaj, jednak przeważnie są 3. W przypadku niepowodzenia ptaki mogą znieść jaja jeszcze do 3 razy. Jaja wysiadywane są przez 25–27 dni, a młode po 5 lub 6 tygodniach życia są w pełni opierzone. W jednym z badań z 99 jaj wykluło się 44, jednak w innym już tylko 12 ze 116 (10,4%) jaj w 40 gniazdach.
Najstarsza znana sieweczka ozdobna miała 19 ¾ roku, gdy została ponownie złapana (stan wiedzy z 2002).

## Status i zagrożenia
IUCN od 2020 uznaje sieweczkę ozdobną za gatunek bliski zagrożenia (NT – Near threatened). Wcześniej była klasyfikowana jako gatunek najmniejszej troski (LC – Least concern). BirdLife International wymienia 5 ostoi ptaków IBA, w których spotkać można te sieweczki. Liczebność populacji ocenia się na 8–14 tysięcy osobników. Trend liczebności populacji jest malejący. Za główne zagrożenie dla gatunku uznaje się drapieżnictwo introdukowanych ssaków, takich jak koty, fretki, jeże czy świnie; do innych zagrożeń należy niepokojenie przez ludzi czy utrata lęgów wskutek zalania przez ekstremalne pływy czy powodzie.